# Текома
Теко́ма (лат. Tecoma) — род растений из семeйства бигнониевых, распространенных в тропиках и субтропиках Америки и Африки. Включает 7 видов, два из которых широко культивируются в качестве декоративных растений и натурализовались по всему миру в регионах с подходящим климатом.
По причине многочисленных изменений и уточнений ботанической классификации некоторые популярные в культуре растения семейства бигнониевых по настоящее время встречаются под устаревшими синонимичными названиями. Так в качестве текомы и текомы прямостоячей в литературе и интернет источниках часто фигурирует кампсис укореняющийся, который отличается прежде всего габитусом (это — лиана, но не кустарник или дерево) и окраской чашечки (у текомы она зеленая, у настоящего кампсиса — окрашена в тон лепестков). Также распространенный декоративный кустарник текомария капская ранее включался в род текома.

## Название
Ботаническое родовое название «текома» является производным от слова «текомашочитль» (tecomaxochitl), заимствованного из языковой группы науатль мексиканских индейцев. В переводе оно означает «цветок в форме кувшина» и образовано от корней слов tecomatl (текоматль, керамический горшок или кувшин специфической формы, использовавшийся ацтеками в военном деле), xochitl (шочитль, цветок) и суффикса -tl (-тль, признак существительного в единственном числе). Некоторые систематики полагают что сами индейцы вряд ли использовали это название для текомы и гораздо более правдоподобной версией считается что таковыми были представители рода соландра с очень крупными чашевидными цветками.

## Ботаническое описание
Кустарники или небольшие деревья, стебли цилиндрические.
Листья супротивные, простые, либо сложные трехлисточковые или непарноперистые с супротивным расположением боковых листочков и верхушечной листовой пластиной. Листочки сильно варьируются по форме, c зубчатым или пильчатым краем. Черешки выраженные, жилкование перистое.
Соцветия — кисть или сложная метёлка на концах побегов. Прицветники мелкие, невыраженные. Цветки на цветоножках.
Чашечка трубчатая или кубковидная, со слабо выраженными пятью долями или зубчиками в верхней части.
Венчик (лепестки) природных видов яркий, желтый или оранжево-красный, бывает других расцветок у культурных гибридов. Форма от тубковидной до колокольчиковидной, радиально симметричная. Край 4-5-дольный, иногда двугубый. Снаружи гладкий.
Тычинок 4, двусильные (тычинки сросшиеся в две пары, различные по длине), достигают отгиба лепестков или длиннее. Тычиночные нити со стеблевыми железками внизу. Стаминодий отсутствует или один. Завязь чешуйчатая, двухкамерная, семяпочки расположены в два ряда в каждой камере.
Плод — длинная вытянутая приплюснутая коробочка. Сжата параллельно, но раскрывается перпендикулярно внутренней перегородке.
Семена плоские, тонкие, с двумя пленчатыми прозрачными крыловидными придатками, резко отличающимися от центральной зоны семени.

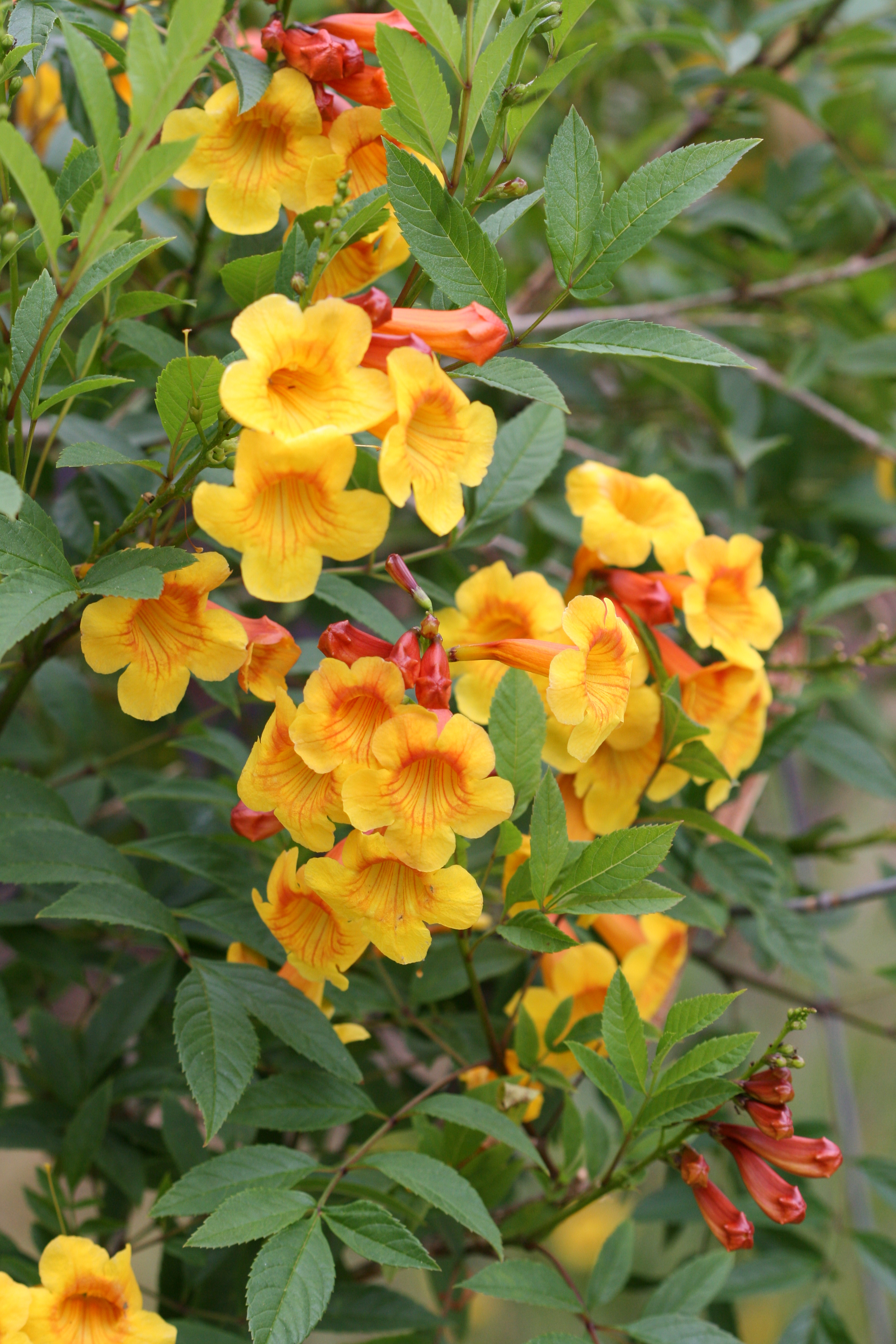
Текома рыжая

## Распространение и экология
В природе текомы встречаются в неотропиках — на территории большей части Южной Америки (на юг до северной Аргентины), по всей Центральной Америке и на север до южных штатов США.

## Классификация
Текома — таксономически сложная группа растений с нечетко обозначенными различиями между видами, в основном основанными на варьирующихся и зачастую дублирующихся вегетативных признаках. Специалисты выделяют два основных типа — с колокольчиковидными широкими желтыми цветками, опыляемыми пчелами (географически разделенные с непересекающимся ареалом текома прямостоячая, т. каштанолистная и т. Вебербауэра), и с трубчатыми оранжевыми или оранжево-красными цветками, опыляемыми птицами-нектарницами (все остальные виды, произрастающие в центральных Андах, от Перу до Чили и Аргентины).

### Исторические аспекты
В период написания Карлом Линнеем своего эпохального труда Система природы в 1735 году все известные виды текомы включались в род бигнония.
Спустя 54 года Антуан Жюссьё в своем издании Genera plantarum 1789 года выделил отдельный род текома основываясь на различном строении перегородки в плодах — у текомы она расположена перпендикулярно линии разрыва оболочки плода, тогда как у бигноний — параллельно. В род были включены типовой вид текома прямостоячая (лат. Tecoma stans), а также текома пятилистная (лат. T. pentaphylla — по современной классификации табебуя разнолистная (лат. Tabebuia heterophylla) и текома укореняющаяся (лат. T. radicans — по современной классификации кампсис укореняющийся (лат. Campsis radicans). Несмотря на предложенное Жюссьё уточнение классификации, большинство последователей линнеевской системы продолжали считать текомы частью рода бигнония.
В 1794 году шведский натуралист и «отец южноафриканской ботаники» Карл Тунберг впервые описал бигнонию капскую (лат. Bignonia capensis), которую позднее в 1828 году английский ботаник Джон Линдли отнес к роду текома. В 1840 году француз Эдуард Шпах выделил самостоятельный род текомария и это растение стало текомарией капской (лат. Tecomaria capensis). Туда же относят и вид текомария ньясская (лат. Tecomaria nyassae), в свое время числившийся среди теком.
В 1823 году английский ботаник Дэвид Дон выделил отдельный род стенолобиум (лат. Stenolobium), куда отнес единственный вид стенолобиум каштанолистный (лат. S. castanifolia) — кустарник с простыми листьями, произрастающий в Эквадоре. Ранее он считался бигнонией пильчатой (лат. Bignonia serrata), по современной классификации это текома каштанолистная (лат. T. castanifolia).
В 1825 году Шпренгель возродил предложенный Жюссьё род текома, к которому отнес виды т. прямостоячая и т. пятилистная. Позднее в него были включены около десятка новых видов, часть из которых определенное время числилась в роде текомарий.
В 1832 году Шамиссо добавил к роду текома виды т. белая и т. желтоватая, которые сейчас включаются в род хандроантус (лат. Handroanthus albus и лат. H. ochraceus соответственно)

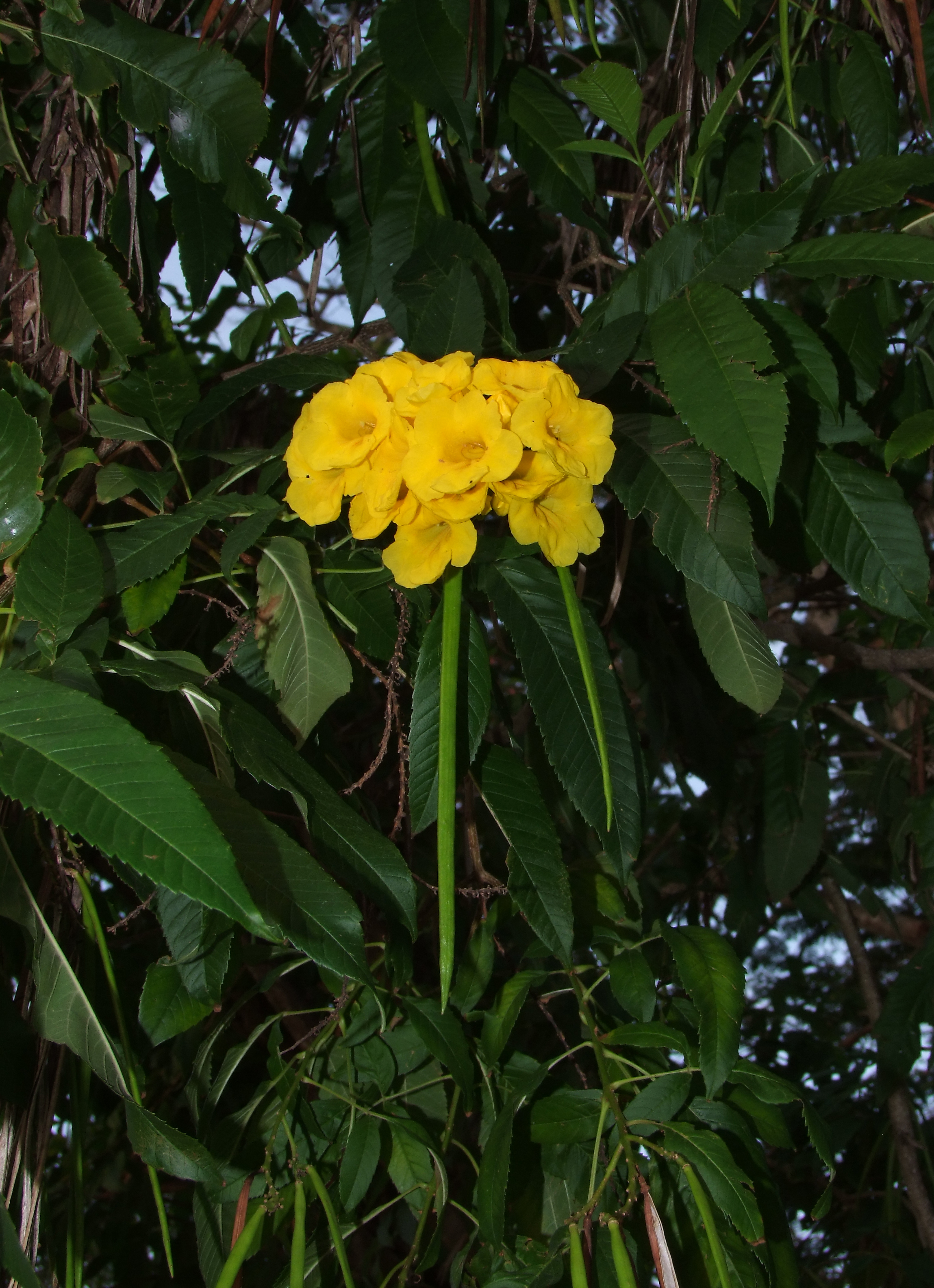
Текома каштанолистная

В 1849 году русским ботаником Н.С. Турчаниновым было предложено выделить текому каштанолистную в отдельный род под названием кокошкинии метельчатой (лат. Kokoschkinia paniculata).
В 3 части издания Revisio generum plantarum, опубликованной в 1893 году, видный немецкий систематик Отто Кунце предложил радикальные изменения существующей на тот момент классификации растений, в том числе переименовать род текома в джельсеминум, заодно включив туда виды из родов табебуйи, текомарии, кампсиса, стенолобиума и других. Нововведения были восприняты не слишком позитивно и название осталось лишь в списке устаревших синонимов.
В 1992 году крупнейшим американским специалистом XX века по семейству бигнониевых из Миссурийского ботанического сада Элвином Джентри в журнале «Флора Неотропики» была опубликована вторая часть его монографии, посвященная трибе текомовых, включая систематику родов текома, текомария, кампсис и других. Этот научный труд стал базовым в современной классификации рода текома с отнесением к нему видов на основании не только морфологических признаков, но и с учетом их географического распространения. В этой же работе Э. Джентри предложил пересмотреть систематику видов текомарии с отнесением их к родам текома и подранея на основании недостаточно выраженных различий для выделения самостоятельного рода. Всего в указанном издании описано 14 видов текомы и два подвида текомы прямостоячей.
Последний значимый пересмотр рода осуществил действующий сотрудник (2021г.) Оксфордского университета, специалист по флоре Боливии Джон Вуд (John R.I Wood) в своей работе «Ревизия рода текома (бигнониевые) в Боливии», опубликованной в 2008 году в Ботаническом журнале Линнеевского общества. На основе его исследований пять видов текомы были понижены в таксономическом статусе до подвидов либо разновидности, но одновременно с этим был описан новый вид текома Бека. Таким образом, в настоящее время классификация рода текома по системе APG IV 2016 года насчитывает 7 видов статусе «подтвержденных» (accepted) и 42 таксона, ожидающих подтверждения своего положения в ботанической систематике.

### Таксономическое положение
|  |                                      |  |                                   |                                   |                       |  | ещё 23 семейства |              |              |                                                     |
|  |                                      |  |                                   |                                   |                       |  |                  |              |              | 7 подтвержденных видов и 42 ожидающих подтверждения |
|  |                                      |  |                                   | порядок Ясноткоцветные            |                       |  |                  |              | род Текома   |                                                     |
|  |                                      |  |                                   | порядок Ясноткоцветные            |                       |  |                  |              | род Текома   |                                                     |
|  | отдел Цветковые, или Покрытосеменные |  |                                   |                                   | семейство Бигнониевые |  |                  |              |              |                                                     |
|  | отдел Цветковые, или Покрытосеменные |  |                                   |                                   |                       |  |                  |              |              |                                                     |
|  |                                      |  | ещё 63 порядка цветковых растений | ещё 63 порядка цветковых растений |                       |  |                  | ещё 79 родов | ещё 79 родов |                                                     |
|  |                                      |  |                                   | ещё 63 порядка цветковых растений |                       |  |                  |              | ещё 79 родов |                                                     |

### Виды
В настоящее время по данным сайта WFO в род включается 7 подтвержденных видов.
- Tecoma beckii  J.R.I.Wood — Текома Бека
- Tecoma castanifolia (D.Don) Melch. — Текома каштанолистная
- Tecoma fulva (Cav.) G.Don — Текома рыжая
- Tecoma rosifolia Kunth — Текома шиповниковолистная
- Tecoma stans (L.) Juss. ex Kunth — Текома прямостоячая
- Tecoma weberbaueriana  (Kraenzl.) Melch. — Текома Вебербауэра по имени немецкого ботаника Аугусто Вебербауэра